# Precontractuele fase
De precontractuele fase is de fase in onderhandelingen voorafgaand aan het daadwerkelijke sluiten van een contract. Uit het arrest Baris/Riezenkamp volgt dat ook de precontractuele verhoudingen worden beheerst door de goede trouw.

## Betekenis
Het belang van de precontractuele fase ligt in de precontractuele aansprakelijkheid als een betrokken partij handelt in strijd met de goede trouw, c.q. in strijd met de eisen van redelijkheid en billijkheid.
Uit het arrest Plas/Valburg (18-06-1982) volgt dat het afbreken van de onderhandelingen in de precontractuele fase ertoe kan leiden, dat de wederpartij een recht op schadevergoeding krijgt.
Het begrip 'redelijkheid en billijkheid' stelt hogere eisen naarmate het punt waarop het contract tot stand zou komen dichterbij komt. De vrijheid om de onderhandelingen af te breken kan dan afnemen.
Het aannemen van verplichtingen in de precontractuele fase is enigszins paradoxaal: het gaat hier om verplichtingen die juist niet uit een overeenkomst zouden voortvloeien. Is het onfatsoenlijk om een potentiële leverancier een uitgebreide offerte met technische tekeningen et cetera te laten vervaardigen en daarmee vervolgens naar zijn concurrent te lopen om een overeenkomst af te sluiten? Men zou zich ook op het standpunt kunnen stellen dat eerstgenoemde leverancier naïef is geweest en eigenlijk een aparte overeenkomst had moeten sluiten voor het uitwerken van de offerte. Of heeft hij dat nagelaten omdat de markt hem daartoe dwong? Leveranciers op sterk concurrerende markten zijn tot veel bereid om orders in de wacht te slepen.
De –tot voor kort– nogal afwijkende opvattingen in Nederland over dit leerstuk leidden overigens in de praktijk veelal tot een tegengestelde beweging, waarbij aparte overeenkomsten werden gesloten specifiek met het doel om onderhandelingsvrijheid terug te verkrijgen waar deze anders door onderstaande arresten zou zijn ingeperkt.

## Ontstaan
De precontractuele fase is op het Europese continent als leerstuk komen overwaaien uit het Angelsaksisch recht.
In het arrest Plas/Valburg onderkent de Nederlandse Hoge Raad (HR) drie stadia waarin de onderhandelingen kunnen verkeren voordat de partijen een contract sluiten, dit met het oog op de vraag of de afbrekende partij gemaakte kosten of schade moet vergoeden aan zijn wederpartij.
Deze drie fasen zijn echter zeer omstreden. Slechts Valk (in 'Rechtshandeling en Overeenkomst', Van Dam, c.s.) is een aanhanger van deze theorie. De Hoge Raad spreekt slechts van 'stadium' en onderscheidt geen fasen. Bij een onderverdeling in drie fasen gaat men namelijk uit van de foutieve veronderstelling dat de opbouw van vertrouwen gedurende de onderhandelingen lineair zou verlopen.
De Nederlandse wetgever heeft ten tijde van de invoering van het BW 1992 voorgesteld om het arrest Plas/Valburg te codificeren in een bepaling. Dit is door de Tweede Kamer verworpen, omdat het de tijd nog niet rijp achtte voor een codificatie van deze rechtsontwikkeling.
Het wetsvoorstel luidde:
"Onderhandelende partijen zijn verplicht hun gedrag mede door elkaars gerechtvaardigde belangen te laten bepalen. Ieder van hen is vrij de onderhandelingen af te breken, tenzij dit op grond van het gerechtvaardigde vertrouwen van de wederpartij in het tot stand komen van een overeenkomst of in verband met de andere omstandigheden van het geval onaanvaardbaar zou zijn."
De Hoge Raad heeft later, in het arrest VSH/Shell (HR 23-10-1987), de formulering van de ontwerp-wettekst woordelijk gevolgd, waarmee dit wetsvoorstel impliciet onderdeel ging uitmaken van het Nederlandse recht. En daarmee werd de Angelsaksische invloed op het continent van Europa door de hoogste Nederlandse rechter erkend.

## Onderscheid van drie stadia

### Eerste stadium
De onderhandelingen verkeren in een stadium dat het beginsel van contractsvrijheid meebrengt dat het afbreken van de onderhandelingen geoorloofd is. Partijen hebben de vrijheid om met elkaar te onderhandelen, alsook om de onderhandelingen af te breken. De partij die de onderhandelingen afbreekt hoeft geen schadevergoeding te betalen.

### Tweede stadium
Partijen zijn al zo ver in hun onderhandelingen gevorderd, dat het beëindigen van de onderhandelingen tot (grote) schade voor een van de partijen zou leiden. Als dan toch een partij de onderhandelingen verbreekt, kan het zijn dat deze een schadevergoeding verschuldigd is aan de wederpartij. Hierbij wordt gekeken naar de feitelijke omstandigheden.
Voorbeeld
Indien bijvoorbeeld een aannemer bouwmodellen heeft gemaakt, bouwtekeningen en vergaande voorbereidingsmaatregelen heeft genomen (tijd en geld heeft geïnvesteerd) en in de veronderstelling was dat hij de opdracht zou krijgen, dan is er een bepaald (gerechtvaardigd) vertrouwen gecreëerd door de wederpartij. Al is er geen feitelijke contract getekend, dan nog voorziet de redelijkheid en billijkheid erin dat de aannemer moet worden gecompenseerd voor gemaakte kosten

### Derde stadium
De onderhandelingen verkeren in een stadium dat het afbreken van de onderhandelingen in strijd met de goede trouw moet worden geacht. De onderhandelende partijen mochten over en weer vertrouwen dat uit de onderhandelingen een contract zou voortvloeien. De afbrekende partij moet de gemaakte kosten van de wederpartij vergoeden en in sommige gevallen zelfs gederfde winst. Deze laatste fase is echter achterhaald door de uitspraak in de jurisprudentie in de zaak CBB/JPO.

## Nieuwe jurisprudentie
In het arrest CBB/JPO (HR 12-08-2005) heeft de Hoge Raad nadere regels geformuleerd omtrent de precontractuele fase, waarmee de Hoge Raad gas lijkt te hebben teruggenomen met betrekking tot de bescherming van de wederpartij van de afhakende onderhandelingspartner.
Het arrest Greenib/Van Dam bevestigt echter, dat schadeplichtigheid wegens afgebroken onderhandelingen nog altijd bestaat en toewijsbaar kan zijn.

## Belgische wetgeving
De precontractuele informatie bij commerciële samenwerkingsovereenkomsten werd tot op vandaag in de wet van 19 december 2005 geregeld. 
Een wetsontwerp dat op 18 februari 2014 goedgekeurd werd in de bevoegde Kamercommissie voorziet dat deze regelgeving opgenomen zal worden in Boek X van het Wetboek economisch recht samen met de regelgeving over handelsagentuur en concessieovereenkomst. De regelgeving over precontractuele informatie werd bij de overname op verschillende punten aangepast.